# Anna-Clara Tidholm

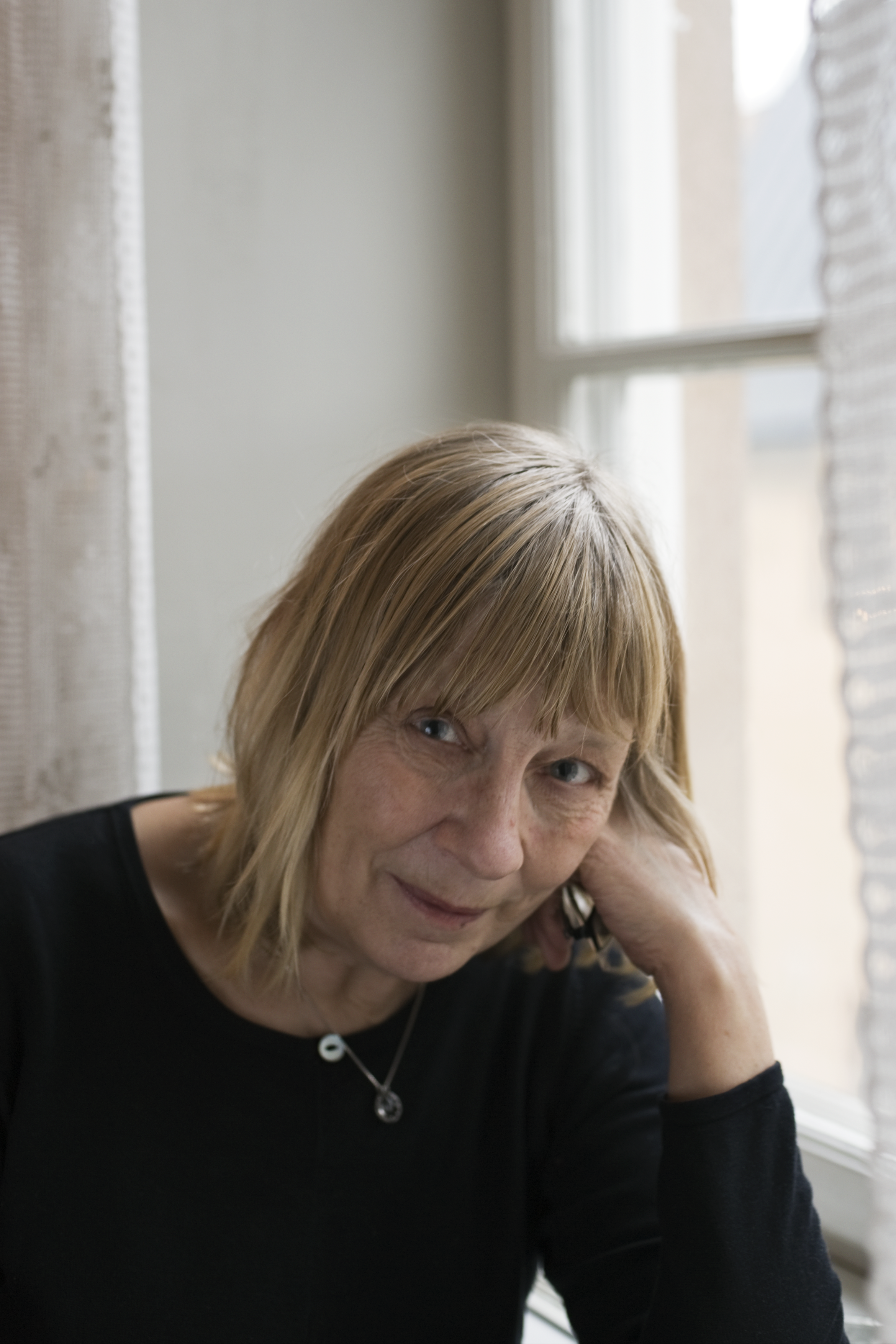
Anna-Clara Tidholm

Anna-Clara Tidholm (* 7. Januar 1946 in Stockholm) ist eine schwedische Kinderbuchillustratorin und -autorin.
Tidholm studierte Literaturgeschichte. Sie arbeitete als Journalistin bei Zeitungen, Fernsehen und Rundfunk, u. a. mit eigenen Kindersendungen. Seit 1970 lebt sie mit ihrem Mann Thomas Tidholm und ihrem Sohn Svante in Hälsingland.
Als Illustratorin ist Tidholm Autodidaktin. Sie verfasste bislang ca. 70 Kinderbücher.

## Auszeichnungen
- 1986: Elsa Beskow-Plakette für ihr Gesamtwerk
- 1987: Expressens Heffaklump für Resan till Ugri-La-Brek
- 1992: Deutscher Jugendliteraturpreis für Die Reise nach Ugri-La-Brek (mit Thomas Tidholm)
- 1997: Astrid-Lindgren-Preis (mit Thomas Tidholm)
- 2002: BMF-Plakette für Adjö, herr Muffin (mit Ulf Nilsson)
- 2002: August-Preis für Adjö, herr Muffin (mit Ulf Nilsson)
- 2005: Die besten 7 Bücher für junge Leser